# Bandiera sinistra di Tumed
La bandiera sinistra di Tumed (土默特左旗S, Tǔmòtè ZuǒqíP) è una bandiera della Mongolia Interna, regione autonoma della Cina. Essa è amministrata dalla prefettura di Hohhot.